# 314163 Kittenberger
314163 Kittenberger este un asteroid din centura principală de asteroizi.

## Descriere
314163 Kittenberger este un asteroid din centura principală de asteroizi. A fost descoperit pe 1 aprilie 2005 la Piszkesteto de Krisztián Sárneczky. Asteroidul prezintă o orbită caracterizată de o semiaxă mare de 2,38 ua, o excentricitate de 0,17 și o înclinație de 2,5° în raport cu ecliptica.